# Jaime Salgado

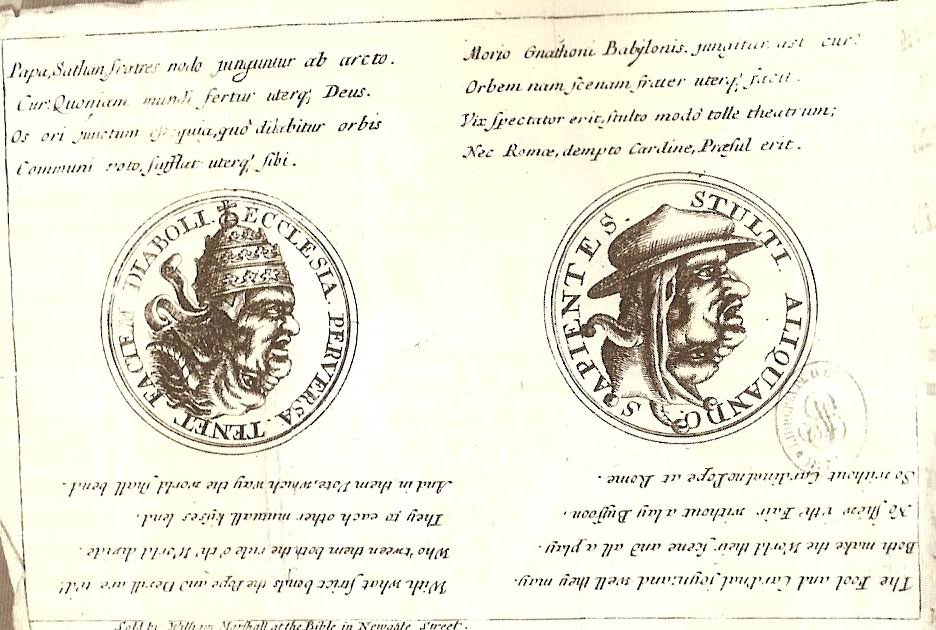
Monedas simbióticas del papa, que vuelto del revés se convierte en diablo, y del cardenal-bufón, grabado anónimo. Jaime Salgado, Symbiosis Papae et Diaboli, ut et Cardinalis et Morionis cum Adnexa utriusque Effigie, et brevi eius explicatione, Londres, 1681. Biblioteca Nacional de España.

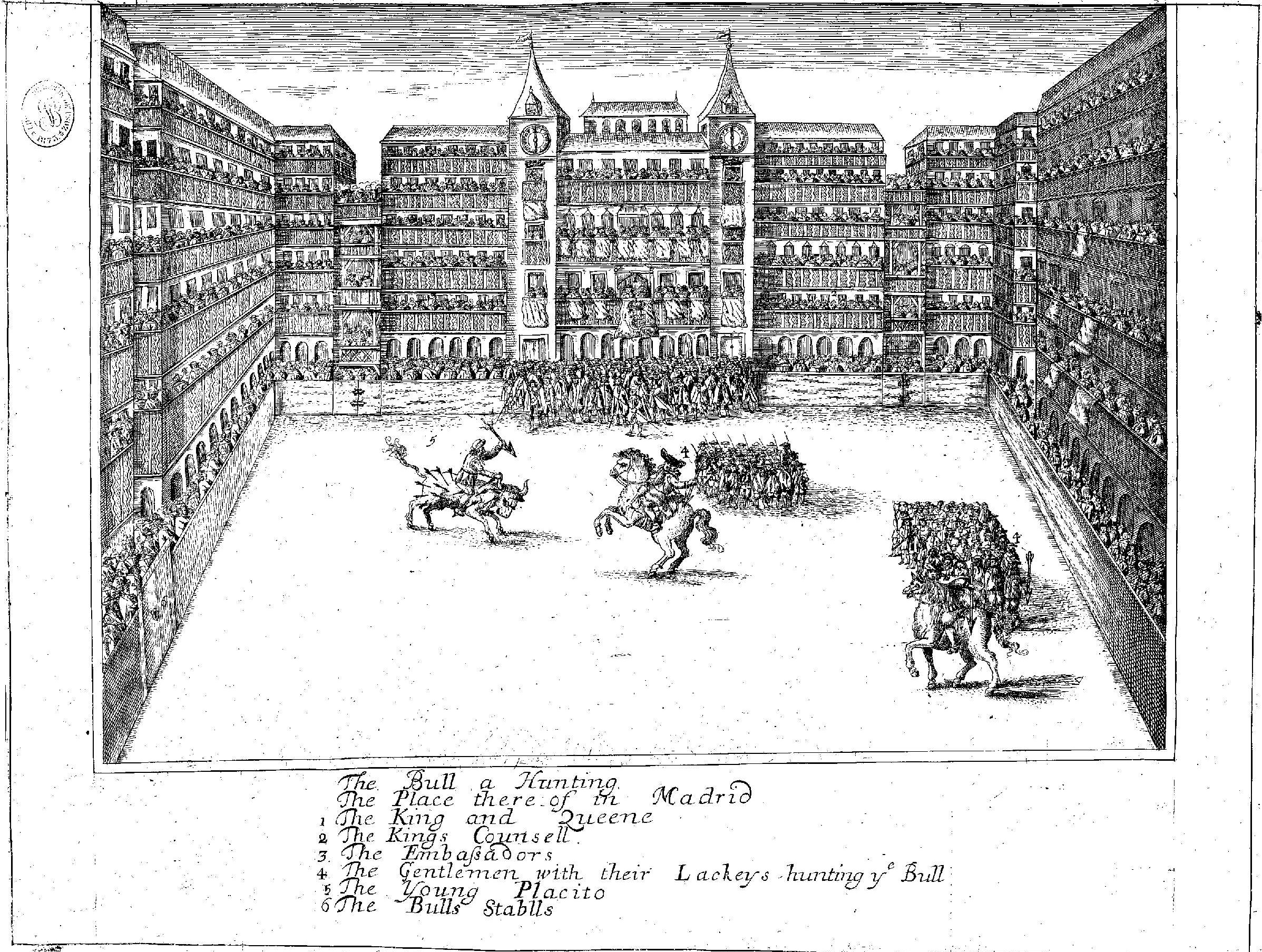
Festejo con toros en presencia de los reyes en la Plaza Mayor de Madrid. Grabado anónimo incluido en Jaime Salgado, An Impartial and Brief Description of the Plaza, or sumptuous Market Place of Madrid, and the Bull-fighting there, Londres, por Francis Clark, 1683.

Jaime, Jacobo o James Salgado fue un religioso reformado español activo en la segunda mitad del siglo xvii, autor de una Confesión de la fe y de diversos opúsculos anticatólicos y contra el tribunal de la Inquisición publicados en Londres donde hacia 1678 encontró refugio.

## Biografía
Su biografía, construida a partir de los datos proporcionados por él mismo en su Confesión de la fe, quedó ya fijada en lo esencial por Marcelino Menéndez Pelayo. Nacido y educado en Madrid, se hizo fraile, aunque no declara de qué orden. Por sus dudas acerca de la autoridad de la Iglesia y del papa, a los tres años de haber tomado los hábitos huyó del convento refugiándose en Francia. Allí conoció a un pastor calvinista, Charles Drelincourt, ante quien abjuró del catolicismo en 1666. Pasó luego a Holanda. En La Haya se encontró con otro pastor protestante francés que iba a tener gran influencia en su vida y doctrina, Samuel Des Marets, que lo acogió benévolo. Durante un tiempo se ganó la vida dando clases de español, pero como no sabía flamenco ni holandés volvió a Francia. En París fue apresado y, a instancias de la reina según dice, enviado a España, donde cayó en poder de la Inquisición. Pasó un año preso en las cárceles de Llerena, de donde logró escapar, llegando en su huida hasta Orihuela. Localizado por los frailes de su orden fue de nuevo preso y entregado a la Inquisición. Pasó cinco años encarcelado en Murcia y fue condenado a galeras antes de ser devuelto a un convento de su orden, donde estuvo recluido nueve meses. Consiguió escapar de nuevo y, pasando por Lyon, encontró definitivo refugio en Inglaterra, a donde habría llegado hacia 1678. 
En la Universidad de Oxford, a la que dedicó su Confesión de la fe, conoció a Andrew Sall, jesuita irlandés que había llegado a ser rector del Colegio de los irlandeses de Salamanca y superior de su orden en Irlanda antes de abjurar de la fe católica en 1674, quien le firmó un certificado testificando su buena conducta y recomendando su contratación. En su certificación Sall aludía también a la difícil situación económica del refugiado y no otra parece haber sido la razón —de pane lucrando, según Menéndez Pelayo— que le impulsó a escribir en latín para ser traducidas al inglés alrededor de una docena de obras, casi todas breves y publicadas aproximadamente entre 1680 y 1685, contra el papa, contra los frailes y contra la Inquisición.

## Obras
Entre las obras publicadas por Salgado, con su biográfica confesión de fe, cabe destacar por su mayor empeño y extensión (194 páginas en edición de su autor) The Fryer: or an Historical Treatise wherein he idle Lives, Vitiousness, Malice, Folly and Cruelty of the Fryes is described. In two parts: Tragical and Comical, 1680 (El fraile, o tratado histórico en que se describen la mala vida, vicios, malicia y crueldad de los frailes, dividido en dos partes, trágica y cómica). De ella dice Menéndez Pelayo que comienza su parte trágica al modo de una copla de ciego con Las horribles crueldades de un fraile español y su miserable y desesperado fin y concluye en su parte cómica con cuentos obscenos de frailes en su mayor parte traducidos del Decamerón.
Entra de lleno en el terreno de la literatura de cordel antipapista o antiespañola, abundante en Inglaterra por aquellos años, con A Brief description of the nature of the Basilisk, or Cockatrice, Londres, ¿1680?, donde Salgado se presenta a sí mismo ganándose la vida con la exhibición en la plaza pública de un basilisco o cocatriz —trasunto de la fealdad del pecado o de la propia Iglesia católica—, animal fabuloso que vivo da muerte a quien mira y muerto da vida a la muchedumbre que lo contempla aleccionada por el predicador, panfleto encabezado por un tosco grabado.
Al mismo género panfletario pertenece otro breve opúsculo: Symbiosis Papae et Diaboli, ut et Cardinalis et Morionis cum Adnexa utriusque Effigie, et brevi eius explicatione, Londres, 1681, dedicado a explicar las imágenes reversibles impresas en unas monedas –reproducidas en estampa- con el papa en el anverso y un cardenal en el reverso, que al girarlas se convertían, respectivamente, en imágenes del diablo y de un loco o bufón. Las medallas no eran nuevas, pues ya en noviembre de 1576 la Inquisición española había tenido noticia de la introducción por Sevilla de medallas de esa naturaleza procedentes de Flandes con las inscripciones: «Ecclesia perversa tenet faciem diaboli» y «stulti aliquando sapientes» o «Mali corvi malum ovum». La obra incluía además un anexo —acompañado de su correspondiente ilustración— destinado a explicar las maquinaciones de los papistas para dar muerte al magistrado Edmundbury Godfrey.
The Slaughter-House, Londres, 1682, es una crítica de la Inquisición, con noticias de los alumbrados de Llerena. En ella acusaba a los inquisidores de idólatras y de ser más crueles que los infieles, centrando su crítica en el anonimato en que se mantiene a los acusadores, el secreto de las cárceles y la confiscación de los bienes del reo.
De distinta naturaleza y merecedora de una mención especial, An Impartial and Brief Description of the Plaza, or sumptuous Market Place of Madrid, and the Bull-fighting there (Imparcial y breve descripción de la Plaza de Madrid y de las corridas de toros), Londres, 1683, es una detallada descripción de los festejos taurinos, que el autor prefiere con mucho al pugilato y las carreras de caballos, seguida de una novela, History of Placidus, «mezcla de novela urbana y novela griega» según Cortijo, de una calidad literaria superior a todo el resto de su obra.